# 小林市立小林中学校
小林市立小林中学校（こばやししりつ こばやしちゅうがっこう）は、宮崎県小林市細野にある公立中学校。

## 概要
歴史
1947年（昭和22年）の学制改革で、小林小学校に併設する形で開校。2017年（平成29年）に創立70周年を迎えた。
教育目標
「真剣な学習」「思いやりのある心」「ねばり強い心と体」
校歌
作詞は外山定男、作曲は吉本正義による。歌詞は3番まであり、歌詞中に校名は登場しない。
校区
小学校区は小林市立小林小学校、小林市立南小学校。

## 沿革
- 1947年（昭和22年）
  - 4月 - 学制改革により、小林町立小林小学校（小林市細野185番地）に新制中学校「小林町立小林中学校」の併設が認可される。
  - 5月8日 - 14学級が発足。
- 1948年（昭和23年）
  - 4月 - 20学級となり、元小林青年学校教室（現・宮崎県総合庁舎の位置）を一部借用
  - 8月 - 現在の敷地内に新校舎が完成し、8学級が移転。
  - 10月 - 元・小林高等女学校校舎（現・小林市立南小学校の位置）に移転。
- 1949年（昭和24年）
  - 4月 - 元小林高等女学校の校舎が第二小林小学校に、中学校校舎が第三小林小学校として使用されることから、再び小林小学校内に移転。
  - 4月14日 - 東方中学校から65名（7月7日まで）、長久津中学校から63名（9月19日まで）、細野中学校から84名（9月17日まで）、教室完成までの一時的な措置として転学[1]してくる。
- 1950年（昭和25年）4月1日 - 小林市の発足（小林町の市制施行）により、「小林市立小林中学校」（現校名）に改称。
- 1952年（昭和27年）
  - この年 - 校歌を制定。緑ヶ丘の第三小学校の閉校に伴い、中学1年生と中学3年生が移転。
  - 8月 - 本館、教室、理科室等が完成し、全校の緑ヶ丘校地（現在地）への移転が完了。
- 1955年（昭和30年）- 3教室が増築。
- 1959年（昭和34年）- 体育館（旧館）竣工。
- 1960年（昭和35年）- 特殊教育学級の設置。
- 1961年（昭和36年）までに校舎西側（鉄筋2階建、12教室）が完成。
- 1965年（昭和40年）- プールが完成。
- 1973年（昭和48年）- 校舎北側（鉄筋2階建、12教室）が完成。
- 1982年（昭和57年）- 体育館（現体育館）が完成。
- 1992年（平成4年）- コンピューター教室完成。
- 1997年（平成9年） - 創立50周年行事で宇宙飛行士秋山豊寛氏が講演。

## 部活動など
・陸上部(駅伝部)
・ハンドボール部

## 著名な関係者
- 中山成彬 - 元衆議院議員
- 北郷謙二郎 - バスケットボール選手

## 交通
最寄りのバス停
- 宮崎交通バス「緑ヶ丘野球場前停留所」下車、徒歩1分。

最寄りの幹線道路
- 国道268号「売子木」交差点、「清涼台」交差点

## 周辺
- 小林西高等学校
- 緑ヶ丘公園